# Apollinaire Morel
 (octobre 2018).
Apollinaire Morel, né le 12 juin 1739 à Prez-vers-Noréaz et mort le 2 septembre 1792 à Paris, est un capucin suisse.
Il est martyr sous la révolution française et reconnu bienheureux par l'Église catholique.

## Biographie
Apollinaire Morel est originaire de Posat. Un portrait de lui nous est parvenu, aujourd'hui conservé dans une chapelle. Il vécut à Seedorf et à Noréaz. Baptisé le 12 juin 1739 à l'église de Prez-vers-Noréaz sous le nom de son oncle Jean-Jacques Morel, curé de Belfaux à partir de 1752, qui lui enseigne probablement les bases d'érudition nécessaire. Ces études lui permettent de fréquenter le collège Saint-Michel de Fribourg. 
Jean-Jacques manifeste le désir d'entrer chez les capucins, un ordre fortement implanté en Suisse à cette époque. Il fait son noviciat à Zoug et prononce ses vœux le 26 septembre 1763. Un an plus tard, il devient prêtre. Après ses études à Lucerne puis à Sion, il change souvent de couvent : Sion, Porrentruy, Bulle et Romont, comme ses frères en religion. Ses compétences intellectuelles le font nommer professeur de théologie et de philosophie à Fribourg (1774-1780) puis vicaire à Sion et à Bulle. 
A Bulle, il est nommé précepteur des enfants du bailli. Sa nouvelle charge déplait aux bourgeois de la ville, peut-être remontés contre le gouvernement cantonal – on est au lendemain de l'insurrection Chenaux menée contre les patriciens de Fribourg.  
Mais c'est à Stans que les tensions furent à leur comble. Apollinaire Morel y  dirige l'école latine du bourg, le futur collège des capucins. Un groupe de citoyens lui reprochent son hostilité à la philosophie des Lumières. Deux pièces de théâtre données lors du carnaval 1787 se moquent des capucins et présentent Apollinaire comme "Maître oreille d'âne". Diverses calomnies sont émises contre lui. Le religieux est marqué par ces attaques. En 1792, dans des lettres écrites depuis Paris peu avant sa mort, on sent que la blessure est restée vive. 
Ces événements l'amènent à quitter la Suisse. Au couvent des capucins de Lucerne, Apollinaire rencontre le provincial des capucins de Bretagne. Les religieux de la province de Bretagne avaient la responsabilité de diverses résidences au Liban et en Syrie. À presque 50 ans, Apollinaire décide de refaire sa vie dans cette lointaine mission. 
Il vient à Paris, au couvent du Marais, pour préparer son voyage. Ses projets sont contrariés : d'abord, à cause de la réforme de la province des capucins de Paris, à laquelle il est associé ; ensuite à cause de la Révolution. Les couvents sont fermés ; le capucin suisse se charge de l'aumônerie des catholiques de langue allemande en résidence à Paris. Il rassemble ses ouailles dans une chapelle de l'église Saint-Sulpice.
Apollinaire Morel refuse de prêter serment à la Constitution civile du clergé. Il vit dans une semi-clandestinité, jusqu'en été 1792. La guerre est déclarée contre l'Autriche. On se méfie des prêtres insermentés considérés comme une prêts à collaborer avec l'ennemi. La monarchie est à l'agonie. Le mois d'août voit le massacre de la Garde suisse et l'incarcération de nombreux prêtres insermentés.
Dans la nuit du 13 au 14 août, Apollinaire est au chevet d'un mourant. Il est découvert par des révolutionnaires qui le laissent tranquille. Ayant accompagné le moribond jusqu'à la fin, Apollinaire gagne une église pour y célébrer une messe, « afin de faire provision de nouvelles forces pour livrer courageusement le combat des martyrs. » écrit-il dans sa dernière lettre
Le religieux, sans illusion, veut éviter des ennuis aux personnes qui le logeaient, et se présente de lui-même aux commissaires du quartier.
Il est enfermé dans l'ex-église des carmes devenue prison. Selon les dispositions de l'Assemblée nationale, les prêtres insermentés sont condamnés à l'exil. Dans le climat insurrectionnel, les mauvaises nouvelles arrivant des frontières, les autorités légitimes n'ont pu ou n'ont pas voulu empêcher des lynchages. Le dimanche 2 septembre, plus de 110 hommes sont tués à la prison des carmes. 
En 1926, le pape Pie XI, après enquête sur les victimes de septembre à la prison des carmes et ailleurs, déclare martyrs et bienheureux 191 d'entre elles.